# Junior G-Men of the Air
Junior G-Men of the Air é um seriado estadunidense de 1942, gênero espionagem e aventura, dirigido por Lewis D. Collins e Ray Taylor, em 12 capítulos, estrelado por Billy Halop, Gene Reynolds, Lionel Atwill e Turhan Bey. Foi produzido e distribuído pela Universal Pictures, e veiculou nos cinemas estadunidenses a partir de 4 de maio de 1942.
Foi um dos três seriados estrelados pelos grupos “The Dead End Kids” e  “Little Tough Guys”,  que na época estavam sob contrato da Universal Pictures.
O seriado de 1940, também da Universal Pictures, Junior G-Men, do qual este seriado é sequência, apresenta igualmente o mesmo grupo de jovens “The Dead End Kids”, assim como o seriado Sea Raiders, de 1941.

## Histórico

### “The Dead End Kids”
Em 1934, o dramaturgo Sidney Kingsley escrevera uma peça, Dead End, sobre um grupo de crianças crescendo nas ruas de Nova Iorque. Quatorze crianças foram contratadas para interpretar vários vários papéis na peça, entre eles Billy Halop, Huntz Hall, Bernard Punsly, Gabriel Dell, que atuam neste seriado. A peça iniciou em outubro de 1935, no Belasco Theatre, na Broadway, e teve 684 apresentações. Samuel Goldwyn e William Wyler viram a peça e decidiram transformá-lo em um filme. Eles pagaram $165.000 dólares pelos direitos do filme e começaram a fazer testes com atores em Los Angeles. Com dificuldades para encontrar atores que pudessem transmitir as emoções que viram na peça, Goldwyn e Wyler levaram seis dos atores originais (Billy Halop, Bobby Jordan, Huntz Hall, Bernard Punsly, Gabriel Dell e Leo Gorcey) a Hollywood para fazer o filme. As crianças foram contratadas por dois anos, permitindo possíveis futuros filmes e começaram a trabalhar no filme de 1937, da United Artists, Dead End.
Durante a produção, os meninos corriam selvagemente em torno do estúdio, destruíam a propriedade, incluindo um caminhão que eles colapsaram com um som de palco. Goldwyn resolveu não usá-los novamente e vendeu o seu contrato à Warner Brothers. A Warner Brothers tinha inicialmente tentado renomeá-los como “The Crime School Kids” por meio de anúncios para seus dois primeiros filmes produzidos então, começando com Crime School (1937), desassociando-os de seu filme anterior em outro estúdio, numa tentativa de promover o seu próprio. No entanto, isso foi tudo em vão, o novo nome nunca pegou, permanecendo o nome “The Dead End Kids”. Na Warner Brothers, o grupo “Dead End Kids” fez seis filmes com alguns dos melhores atores de Hollywood.
Pouco tempo depois de fazeram seu primeiro filme na Warner Brothers, em 1938, a Universal emprestou os Dead End Kids, exceto Bobby Jordan e Leo Gorcey, e fez doze filmes e três seriados de 12 capítulos sob os nomes de equipe de "The Dead End Kids" e "Little Tough Guys". A Universal também contratou David e Hally Chester para se juntar à equipe.
Devido ao grupo original “Dead End Kids” estar então trabalhando para vários estúdios, seus filmes para a Universal foram feitos aproximadamente ao mesmo tempo com a série da Warner Brothers, “Dead End Kids” e posteriormente, a série da Monogram Pictures, “The East Side Kids”. O último filme da Universal com o grupo foi Keep Em Slugging, lançado em 1943.

### Junior G-Men
Junior G-Men foi um clube de meninos e se tornou um fenômeno da cultura popular estadunidense durante o final dos anos 1930 e início dos anos 1940, que começou com um programa de rádio. Depois de deixar o FBI e um breve período de tempo em Hollywood, Melvin Purvis fez um programa de rádio infantil chamado "Junior G-Men" em 1936.

## Sinopse
Sabotadores japoneses atacam os EUA em preparação para uma invasão durante a Segunda Guerra Mundial. Eles são descobertos por Ace Holden e “The Dead End Kids’, que não confiam que a polícia seja suficiente para ajudar o governo. Para superar isso, os "Junior G-Men" são enviados pelo FBI para deter os espiões.

## Elenco
- Billy Halop … Billy "Ace" Holden
- Gene Reynolds … Eddie Holden
- Lionel Atwill … O Barão, espião japonês
- Frank Albertson … Jerry Markham
- Dick Lane … Agente Don Ames
- Huntz Hall … "Bolts" Larson
- Gabriel Dell … "Stick" Munsey
- Bernard Punsly … "Greaseball" Plunkett
- Frankie Darro … Jack
- David Gorcey … Double Face Gordon
- Turhan Bey … Araka
- John Bleifer … Beal
- Eddie Foster … Comora
- John Bagni … Augar
- Noel Cravat … monge

## Capítulos
1. Wings Aflame
2. The Plunge of Peril
3. Hidden Danger
4. The Tunnel of Terror
5. The Black Dragon Strikes
6. Flaming Havoc
7. The Death Mist
8. Satan Fires the Fuse
9. Satanic Sabotage
10. Trapped in a Burning 'Chute
11. Undeclared War
12. Civilian Courage Conquers

Fonte: